# Sierras de Tejeda, Almijara y Alhama
Sierras de Tejeda, Almijara y Alhama este o arie protejată (arie specială de conservare — SAC, sit de importanță comunitară — SCI, arie de protecție specială avifaunistică — SPA) din Spania întinsă pe o suprafață de 40.657,3 ha, integral pe uscat.

## Localizare
Centrul sitului Sierras de Tejeda, Almijara y Alhama este situat la coordonatele 36°52′06″N 3°53′34″W / 36.8682°N 3.8929°V.

## Înființare
Situl Sierras de Tejeda, Almijara y Alhama a fost declarat sit de importanță comunitară în decembrie 1997 pentru a proteja 5 specii de plante și 47 de specii de animale. Alte tipuri de protecție:
- arie de protecție specială avifaunistică (în octombrie 2002)[4]
- arie specială de conservare (în ianuarie 2016)[3][5][6]

## Biodiversitate
Situată în ecoregiunea mediteraneană, aria protejată conține 25 de habitate naturale: Galerii de Salix alba și de Populus alba, Păduri de pin mediteraneene cu pini mezogeni endemici, Tufărișuri termo-mediteraneene și de pre-deșert, Izvoare petrifiante cu formare de travertin (Cratoneurion), Matorral arborescenți cu Zyziphus, Matorral arborescenți cu Juniperus spp., Păduri de Castanea sativa, Pajiști alpine și subalpine calcaroase, Păduri iberice de Quercus faginea și Quercus canariensis, Dehesas cu Quercus spp. perene, Pante stâncoase calcaroase cu vegetație casmofită, Păduri de Quercus ilex și Quercus rotundifolia, Pseudostepă cu ierburi și specii anuale de Thero-Brachypodietea, Peșteri inaccesibile publicului, Pajiști umede mediteraneene cu ierburi înalte de Molinio-Holoschoenion, Fânețe de joasă altitudine (Alopecurus pratensis, Sanguisorba officinalis), Păduri de Quercus suber, Grohotișuri termofile și vest-mediteraneene, Păduri de pin (sub-) mediteraneene cu pini negri endemici, Pante stâncoase silicioase cu vegetație casmofită, Formațiuni stabile xerotermofile de Buxus sempervirens pe pante stâncoase (Berberidion p.p.), Păduri de stejar galițio-portugheze cu Quercus robur și Quercus pyrenaica, Lande oro-mediteraneene cu formațiuni endemice de grozamă, Galerii și tufărișuri riverane sudice (Nerio-Tamaricetea și Securinegion tinctoriae), Liziere de ierburi înalte hidrofile de câmpie și de nivel montan până la alpin.
La baza desemnării sitului se află mai multe specii protejate:
- plante (5): Atropa baetica, Festuca elegans, Galium viridiflorum, Glandora nitida, Narcissus nevadensis
- păsări (34): uliu porumbar (Accipiter gentilis), fâsă-de-câmp (Anthus campestris), acvilă de munte (Aquila chrysaetos), Aquila fasciata, buha (Bubo bubo), șorecarul comun (Buteo buteo), Certhia brachydactyla, mierla de apă (Cinclus cinclus), șerpar (Circaetus gallicus), porumbel gulerat (Columba palumbus), șoim călător (Falco peregrinus), vânturel roșu (Falco tinnunculus), cinteză (Fringilla coelebs), Galerida theklae, zăgan (Gypaetus barbatus), vulturul pleșuv sur (Gyps fulvus), capîntortură (Jynx torquilla), forfecuță gălbuie (Loxia curvirostra), ciocârlie de pădure (Lullula arborea), mierlă de piatră (Monticola saxatilis), muscar sur (Muscicapa striata), pietrar mediteranean (Oenanthe hispanica), Oenanthe leucura, pietrar sur (Oenanthe oenanthe), ciuf-pitic (Otus scops), pițigoi de brădet (Periparus ater), Pyrrhocorax pyrrhocorax, mărăcinar negru (Saxicola torquatus), turturică (Streptopelia turtur), silvie roșcată (Sylvia cantillans), Sylvia conspicillata, silvie de tufiș (Sylvia undata), pănțărușul (Troglodytes troglodytes), pupăză (Upupa epops)
- amfibieni (1): Discoglossus galganoi
- mamifere (9): vidră de râu (Lutra lutra), liliac cu aripi lungi (Miniopterus schreibersii), liliac cu urechi de șoarece (Myotis blythii), liliac cu picioare lungi (Myotis capaccinii), liliac cărămiziu (Myotis emarginatus), liliac comun (Myotis myotis), liliacul mediteranean cu potcoavă (Rhinolophus euryale), liliacul mare cu potcoavă (Rhinolophus ferrumequinum), liliacul mic cu potcoavă (Rhinolophus hipposideros)
- nevertebrate (2): Austropotamobius pallipes, fluturele auriu (Euphydryas aurinia)
- reptile (1): Mauremys leprosa

Pe lângă speciile protejate, pe teritoriul sitului au mai fost identificate 52 de specii de plante, 41 de specii de păsări, 1 specie de amfibieni, 3 specii de mamifere, 1 specie de nevertebrate, 1 specie de pești.